# Eduardo dos Reis Carvalho
Eduardo dos Reis Carvalho (wym. [ɛdˈwaɾdu]; ur. 19 września 1982 w Mirandeli) – były portugalski piłkarz występujący na pozycji bramkarza.

## Kariera klubowa
Eduardo jest wychowankiem Sportingu Braga. W latach 2001–2005 grał w rezerwach tego zespołu, a na sezon 2005/06 został włączony do kadry pierwszej drużyny. Podstawowym bramkarzem Bragi był jednak wówczas Paulo Santos i Eduardo nie rozegrał w pierwszej lidze portugalskiej ani jednego meczu.
Na początku 2007 Portugalczyk został wypożyczony do SC Beira-Mar. 14 stycznia w przegranym 0:1 spotkaniu z Paços Ferreira zadebiutował w rozgrywkach Superligi i w trakcie rundy wiosennej wystąpił łącznie w piętnastu ligowych pojedynkach. Razem ze swoim klubem uplasował się na piętnastym miejscu w tabeli i Beira-Mar spadło do Liga de Honra. Sezon 2007/2008 Eduardo spędził na wypożyczeniu w Vitórii Setúbal, gdzie również miał zapewnione miejsce w wyjściowej jedenastce. 22 marca pokonując po rzutach karnych Sporting CP Eduardo razem z zespołem zdobył Puchar Ligi Portugalskiej. Obronił wówczas jedenastki wykonywane przez Ândersona Polgę, Liédsona oraz Marata Izmajłowa i został wybrany najlepszym zawodnikiem meczu. Natomiast zajmując szóstą lokatę w rozgrywkach ligowych portugalski bramkarz razem ze swoim klubem wywalczył awans do Pucharu UEFA.
Po zakończeniu sezonu Eduardo powrócił do Sportingu Braga. Zadebiutował w nim 23 sierpnia podczas zwycięskiego 2:0 pojedynku ligowego z Paços de Ferreira. Portugalczyk wygrał rywalizację o miejsce w pierwszym składzie Bragi z Mário Felgueirasem oraz Pawłem Kieszkiem i był podstawowym bramkarzem swojej drużyny.
Latem 2010 Eduardo przeszedł do włoskiej Genoi, do której sprowadzono go w miejsce Marco Amelii. W Serie A zadebiutował 28 sierpnia podczas wygranego 1:0 wyjazdowego meczu z Udinese Calcio. W 2011 roku został wypożyczony do Benfiki.
25 lipca 2020 zakończył sportową karierę.

## Kariera reprezentacyjna
W 2008 Eduardo został powołany przez Carlosa Queiroza do kadry reprezentacji Portugalii na mecze eliminacji do Mistrzostw Świata 2010 przeciwko Malcie i Danii. W obu tych spotkaniach wychowanek Sportingu Braga pełnił jednak rolę zmiennika dla Quima. W zespole narodowej zadebiutował 11 lutego 2009 w wygranym 1:0 towarzyskim pojedynku z Finlandią. Od tego czasu stał się podstawowym bramkarzem reprezentacji. W 2010 Carlos Queiróz powołał go do kadry na Mistrzostwa Świata w RPA, gdzie Eduardo był podstawowym bramkarzem we wszystkich meczach reprezentacji. Dotarł z nią do 1/8 finału, gdzie Portugalczycy ulegli Hiszpanom 0:1.